# Pechea
Pechea is een Roemeense gemeente in het district Galați.
Pechea telt 11511 inwoners.